# Filmografia della Pathé
1896 - 1897 - 1898 - 1899 - 1900 - 1901 - 1902 - 1903 - 1904 - 1905 - 1906 - 1907 - 1908 - 1909 - 1910 - 1911 - 1912 - 1913 - 1914 - 1915 - 1916 - 1917 - 1918 - 1919 - 1920 - 1922 - 1923 - 1924 -

## Produzione

### 1896
- Vue de la mer
- Voyage dans un train

- Arrivée d'un train

### 1897
- Voyage à bord d'un bateau

- 28e Dragons
- 130e de ligne
- 12e d'artillerie montée, pièces de canon

### 1898
- Voyage dans un train, no. 2
- Voyage dans un train
- Vision d'art
- Poursuite de cambrioleurs sur les toits, regia di Georges Hatot - cortometraggio (1898)
- Amour de bonne et sergent

### 1899
- Un incendie
- Une noce en Bohème
- Un accident
- Troupes, le corbillard, le nouveau président de la république, ambassadeurs, ministres et cardinaux

- Aimable contre Fenelon

### 1900
- Vol à l'américaine
- Vaches sortant de l'étable
- Une scène dans les régions glaciales: Le ballon d'Andrée

- La Naissance de Vénus (1900)

### 1901
- Visite de Nicolas II en France: Attaque d'un village à Witry-lès-Reims
- Visite de Nicholas II en France: Revue navale à Dunkerque
- Visite de Nicholas II en France: Revue de Bétheny
- Valse tourbillon
- Quo vadis?, regia di Lucien Nonguet e Ferdinand Zecca - cortometraggio (1901)
- Aladdin
- Histoire d'un crime, regia di Ferdinand Zecca - cortometraggio (1901)
- Une discussion politique, regia di Ferdinand Zecca - cortometraggio (1901)

### 1902
- Vues prises à Lourdes: Sortie de la basilique
- Vues prises à Lourdes: Procession du très saint sacrement
- Vues prises à Lourdes: Procession des miracules
- Vues prises à Lourdes: Arrivée et transport des malades
- Vues d'Algérie: Mariage arabe
- Mephisto
- Le jugement de Pâris, diretto da Georges Hatot
- La belle au Bois-Dormant, diretto da Lucien Nonguet e Ferdinand Zecca
- La Poule merveilleuse
- La servante de bains indiscrète, diretto da Georges Hatot.
- Les noces de Cana, diretto da Lucien Nonguet e Ferdinand Zecca
- Ali Baba et les quarante voleurs

### 1903
- Voyage de M. Émile Loubet en Algérie no. 1
- Voyage de M. Émile Loubet en Algérie no. 2
- Voyage de M. Émile Loubet en Algérie no. 3
- Voyage de M. Émile Loubet en Algérie no. 4
- Voyage de M. Émile Loubet en Algérie no. 5
- Voyage de M. Émile Loubet en Algérie no. 6
- Voyage de M. Émile Loubet en Algérie no. 7
- Voyage de M. Émile Loubet en Algérie no. 8
- Voyage de M. Émile Loubet en Algérie no. 9
- Voyage de M. Émile Loubet en Algérie no. 10
- Voyage de M. Émile Loubet en Algérie no. 11
- Voyage de M. Émile Loubet en Algérie no. 12
- Voyage de M. Émile Loubet en Algérie no. 13
- Voyage à Paris de L.M.M. Victor Emmanuel III: Arrivée du cortège sur le terrain de la revue
- Voyage à Paris de L.M.M. Victor Emmanuel III: Départ du cortège
- Voilà le colonel!
- Apothéose, diretto da Lucien Nonguet e Ferdinand Zecca
- Assassinat de la famille royale de Serbie, diretto da Lucien Nonguet
- Atrocités turques, diretto da Lucien Nonguet
- Avènement de Pie X, diretto da Lucien Nonguet e Ferdinand Zecca
- Don Quichotte, diretto da Lucien Nonguet e Ferdinand Zecca
- Courage de mari, diretto da Georges Hatot
- Épopée napoléonienne - L'Empire, diretto da Lucien Nonguet
- Épopée napoléonienne - Napoléon Bonaparte, diretto da Lucien Nonguet
- Guillaume Tell, diretto da Lucien Nonguet
- La Vie et la Passion de Jésus-Christ, diretto da Lucien Nonguet e Ferdinand Zecca
- L'adoration des mages, diretto da Lucien Nonguet e Ferdinand Zecca
- L'ange et les saintes femmes, diretto da Lucien Nonguet e Ferdinand Zecca
- L'annonciation, diretto da Lucien Nonguet e Ferdinand Zecca
- L'entrée au Jérusalem, diretto da Lucien Nonguet e Ferdinand Zecca
- L'étoile mystérieuse, diretto da Lucien Nonguet e Ferdinand Zecca
- La cène, diretto da Lucien Nonguet e Ferdinand Zecca
- La flagellation, diretto da Lucien Nonguet e Ferdinand Zecca
- La fuite en Égypte, diretto da Lucien Nonguet e Ferdinand Zecca
- La mise au tombeau, diretto da Lucien Nonguet e Ferdinand Zecca
- La mort du pape Léon XIII, diretto da Lucien Nonguet
- La multiplications des pains, diretto da Lucien Nonguet e Ferdinand Zecca
- La résurrection, diretto da Lucien Nonguet e Ferdinand Zecca
- La Sainte Famille, diretto da Lucien Nonguet e Ferdinand Zecca
- Le baiser de Judas: l'arrestation, diretto da Lucien Nonguet e Ferdinand Zecca
- Le chat botté, diretto da Lucien Nonguet e Ferdinand Zecca
- Le crucifiement, diretto da Lucien Nonguet e Ferdinand Zecca
- Le couronnement d'épines, diretto da Lucien Nonguet e Ferdinand Zecca
- Le descente de croix, diretto da Lucien Nonguet e Ferdinand Zecca
- Le miracle de sainte Véronique, diretto da Lucien Nonguet e Ferdinand Zecca
- Le mort du Christ, diretto da Lucien Nonguet e Ferdinand Zecca
- Le pape Léon XIII au Vatican, diretto da Lucien Nonguet
- Massacres de Macédonie, diretto da Lucien Nonguet
- Jésus au jardin des oliviers, diretto da Lucien Nonguet e Ferdinand Zecca
- Jésus chassant les vendeurs du temple, diretto da Lucien Nonguet e Ferdinand Zecca
- Jésus devant Pilate, diretto da Lucien Nonguet e Ferdinand Zecca
- Jésus est présenté au peuple, diretto da Lucien Nonguet e Ferdinand Zecca
- Jésus et la samaritaine, diretto da Lucien Nonguet e Ferdinand Zecca
- Jésus parmi les docteurs, diretto da Lucien Nonguet e Ferdinand Zecca
- Jésus succombe sous sa croix, diretto da Lucien Nonguet e Ferdinand Zecca

### 1904
- Voyageur peu gêné
- L'assassinat du ministre Plehve, regia di Lucien Nonguet
- L'incendie du Théâtre Iroquois à Chicago, regia di Lucien Nonguet
- Le Mitron, regia di Ferdinand Zecca
- Le règne de Louis XIV, regia di Vincent Lorant-Heilbronn
- Événements russo-japonais - Atrocités antisémites russes
- Christophe Colomb, regia di Vincent Lorant-Heilbronn
- Roman d'amour, regia di Vincent Lorant-Heilbronn e Ferdinand Zecca
- Joseph vendu par ses frères, regia di Vincent Lorant-Heilbronn

### 1905
- Voyage irréalisable
- Vot'permis? Viens l'chercher!, regia di Charles-Lucien Lépine (1905)
- Au pays noir, diretto da Lucien Nonguet e Ferdinand Zecca
- Dix femmes pour un mari, diretto da Georges Hatot, Lucien Nonguet e Ferdinand Zecca
- Gontran pompier, diretto da Lucien Nonguet
- La saint-Barthélémy, diretto da Lucien Nonguet
- La première sortie d'un collégien, regia Louis J. Gasnier
- L'assassinat du grand-duc Serge, diretto da Lucien Nonguet
- Le voleur de bicyclette
- Les petits vagabonds, diretto da Lucien Nonguet
- L'alcool engendre la tuberculose
- L'incendiaire, diretto da Lucien Nonguet e Ferdinand Zecca
- L'envers de théâtre, diretto da Georges Hatot
- Les farces de Toto Gâte-Sauce, diretto da Georges Hatot
- Les Martyrs de l'Inquisition, diretto da Lucien Nonguet
- Martyrs Chrétiens, diretto da Lucien Nonguet
- Odyssée d'un paysan à Paris, regia di Charles-Lucien Lépine (1905)

### 1906
- Vues d'afriques en Guinée
- Voyage de s.m. Alphonse XIII à Paris deuxième bande
- Vienne en tramway
- Victime des créanciers
- Vengeance de nègre
- Vengeance de locataire
- Voilà mon mari, diretto da Georges Hatot.
- Un parieur pris pour un fou
- La Voix de la conscience
- La Fille du sonneur
- La moglie del lottatore (La Femme du lutteur), regia di Albert Capellani
- La fête à Joséphine, diretto da Georges Hatot.
- La grève des bonnes
- La révolution en Russie, diretto da Lucien Nonguet
- Le billet de faveur
- Le déserteur, diretto da Lucien Nonguet
- Le Troubadour, diretto da Segundo de Chomón
- La course à la perruque
- Drame passionnel
- Excursion aux chutes du Niagara, regia di Léo Lefebvre (1906)
- Les meurt-de-faim
- Les dessous de Paris, diretto da Lucien Nonguet
- Les débuts d'un chauffeur
- L'Écrin du Rajah, regia di Gaston Velle (1906)
- L'Âge du cœur
- L'espionne, diretto da Lucien Nonguet
- L'obsession de l'or, regia di Lucien Nonguet e Segundo de Chomón
- La legge del perdono (La Loi du pardon), regia di Albert Capellani
- Les malheurs de Madame Durand
- Les roses magiques
- Les étudiants de Paris
- Boireau déménage
- C'est roulant, diretto da Lucien Nonguet
- Cross Country
- Chiens contrebandiers
- Mortelle Idylle
- Trois sous de poireaux, diretto da Georges Hatot.
- Terrible angoisse, diretto da Lucien Nonguet
- Une conspiration sous Henri III, diretto da Lucien Nonguet
- Aladin ou la Lampe merveilleuse, regia di Albert Capellani (1906)

### 1907
- Vues de Paris (1907)
- Voyage du président Fallières à Lyon (1907)
- Voies et moyens de transport en Chine (1907)
- Village en fête (1907)
- Vers la pente, regia di Lucien Nonguet (1907)
- Va petit mousse (1907)
- Usine de pâte à papier (1907)
- Un monsieur complaisant (1907)
- Un gendre ensorcelé
- Un gendarme s.v.p.
- Une erreur judiciaire
- Un drame à la mine
- Un coup de vent sur la plage
- Toto est malade
- Terreur en Russie
- Tentative de traversée de la manche par Paulus
- Smyrne vécue et pittoresque
- Sganarelle, regia di Albert Capellani (1907)
- Semaine sainte à Séville
- Qui a bu boira
- Pour une fleur
- Poupoule en promenade
- Portraits vivants
- Petit Jules Verne
- Petite Lisie héroïque
- Pauvre poupée
- Passage de rivière
- Panorama en chemin de fer pris en Autriche
- Pain à la campagne
- On m'attend pour déjeuner
- On demande un garçon livreur
- Nourrice par nécessité
- Noël de Toto
- Moses and the Exodus from Egypt
- Montagnes rocheuses
- Métempsycose
- Manoeuvres de pompiers à Madrid
- Madame a ses vapeurs
- L'Otage
- L'Oeil du maître
- L'Ingénieux policier
- L'Industrie de l'ardoise
- L'Homme qui marche sur l'eau
- L'Homme Protée
- L'Homme des bois
- L'Homme de paille
- Les tìTulipes
- Le Stanley Parc à Vancouver
- Les Ruses du cambrioleur
- Les mésaventures d'un cycliste myope
- Les Mannequins animés
- Les Lapins du professeur Virus
- Les Inconvenients de la bière
- Les Événements au Maroc
- Les Effets d'une valse lente
- Les Deux soeurs
- Les Déboires d'un chasseur myope
- Le Scarabée d'or
- Les attrapera-t-il?
- Le Petit Marchand de statuettes
- Le Music-hall des chiens
- Le 'Iena'
- Le Dragon fantastique
- Le Déménagement de Becsalé
- Le Coucher de la mariée
- L'Écoliers dénicheurs
- Le Clown médecin
- Le Chien récalcitrant
- Le Carrousel
- Le Bon Cigare
- Le Bain de la Parisienne
- La Ville éternelle
- L'Aviateur Delagrange
- L'Automobile emballée
- L'attaque de roulier
- La Revanche des flots
- La Puce
- La Plance
- La Peur des microbes
- La Pêcheuse de crevettes
- La Juive 'Rachel quand du seigneur'
- La Journée d'un matelot français
- La Fille du Corse
- La Faiencerie bretonne
- La course des tonneaux
- La Course des 100 kg
- La Chasse au mari
- La Ceinture magnétique
- La Belle Davis et ses trois negrillons
- Jérusalem
- Java pittoresque
- Japon pittoresque
- Japon en fête
- Industrie de la bouteille
- Il ne faut pas d'enfants
- Histoire de fiançailles
- Haine d'enfant
- Forme administrative
- Femme jalouse
- Fantaisies endiables
- Fantaisies de Prince
- Excursion à travers les colonies
- École de cavalerie de Saumur
- Diablo
- Deux voleurs qui n'ont pas de chance
- De bonheur pour l'année
- Danses cosmopolites
- Courses de toboggan à St-Moritz
- Courses de bobsleigh
- Course de taureaux à Séville
- Coup de soleil
- Constantinople
- Concours de ski à St. Moritz
- Concours de grimaces
- Chez le dentiste
- Chaussure trop étroite
- Carnaval de Nice
- Carmen (1907)
- Cambrioleurs artistes
- Boireau roi des voleurs
- Boireau lutteur
- Au music-hall
- Agriculture et élevage en Australie
- Adventures of an Overcoat
- Lèvres collées
- Émouvant voyage de noce
- Deux poids, deux mesures
- La course des sergents de ville
- Cocher! À l'heure!
- Pour la fête de sa mère, regia di Lucien Nonguet
- Médor au téléphone
- Les vieux marcheurs
- Les faux monnayeurs
- Le charmeur
- Julie à la caserne
- Dévouement de prêtre
- Construction d'un bateau de pêche
- Les femmes cochers
- Cendrillon ou La Pantoufle merveilleuse, regia di Albert Capellani
- Les mauvais garnements
- Le poison
- La mer au clair de lune
- École de cavalerie à Tor di Quinto
- Chiens et rats
- Arrestation difficile
- Les apaches du Far West
- Cauchemar de charcutier
- Little Tich
- Les ruses du combrioleur
- Vie et Passion de N.S Jésus-Christ
- Toto s'amuse
- Suicide impossible
- Le bailleur
- Ascension du Mont Blanc
- Ah! Quel malheur d'avoir un gendre
- Une rue à Francfort
- Idée d'apache, regia di Lucien Nonguet
- Pour un collier
- À Biribi, disciplinaires français, regia di Lucien Nonguet
- Rivalité tragique
- Première sortie de bébé
- Pompei
- Les flammes diaboliques
- La pêche aux harengs
- L'amateur photographe
- Jalousie et folie
- Femmes au Japon
- Canada pittoresque
- Boxing Matches in England
- Ruse de mari
- Les débuts d'un patineur
- La lutte pour la vie
- Amour d'esclave
- Les Apprentissages de Boireau, regia di Albert Capellani e Georges Monca (1907)
- Mines et forges de Decazeville
- L'École du malheur
- Le Chien de l'aveugle
- Lawyer Enjoys Himself
- L'Art de dresser les femmes
- Julot homme réclame
- Horrible aventure
- Histoire de brigands
- Cuisine hantée
- Cow-boys et Peaux-Rouges
- Cauchemar de fiançailles
- Cambrioleurs modernes
- Anything to Oblige
- À la recherché d'un logement
- Pauvres gosses
- Le parapluie fantastique
- Pédalard boit l'obstacle
- Pauvre Jaquette
- Les chiens policiers
- Le linge mal marqué
- Le domestique se venge
- Fantaisies endiablées
- Fabrique de chapeaux de paille à Florence
- Costumes of Different Centuries
- L'Enfant prodigue
- La légende de Polichinelle, regia di Lucien Nonguet e Albert Capellani
- Victoire a ses nerfs
- Un moment tragique
- Un drame à la côte d'Azur
- Un crime dans la montagne
- Toto fait de la peinture
- L'avenir par les lignes de la main
- La course des belles-mères
- Il n'y a plus d'enfants
- Espiègleries de Tintinlutin
- De Chamonix au Fayet
- A Carmen in Danger
- Les Péripéties d'un amant
- Les Dessous de la vie
- La Veuve du marin
- La Fille du bûcheron
- Au feu, ma chambre brûle
- Victime de la science
- Salon magique
- Bamboula valet de chambre (1907)
- Not' fanfare concourt
- Les oeufs de Pâques
- La Fée des roches noires
- Pitou, bonne d'enfants
- Vengeance d'Algérienne
- Pochard malgré lui
- Les malheurs d'une cuisinière
- Le Nettoyeur de devantures
- Le diabolo
- La Chasse à l'automobiliste (1907)
- Geneviève de Brabant
- Gardiens de phare de haute mer
- Faux mendiant (1907)
- Max aéronaute (1907)
- Domestique hypnotiseur, regia di Lucien Nonguet
- Les Voleurs incendiaires
- Les Chrysanthèmes
- Le sculpteur express
- Le Bon Grand-père
- La Ferme d'autriches de Nice
- Sombras animadas
- Premier Prix de violoncelle
- Pêche à la ligne sous la glace
- Le Cochon danseur
- La Bonne hérite
- Discipline et humanité
- De tonneau en tonneau
- La vengeance du forgeron
- Le Spectre rouge
- La Cheminée fume
- Combat de coqs à Séville
- Vues d'Espagne en cartes postales
- La grève des nourrices
- À voleur, voleur et demi
- La mort d'un toréador
- Armures mystérieuses
- Peintres modernes
- Les Trois Bavards
- Les Soeurs rivales
- Le Cake-walk forcé
- Le Bagne des gosses
- La Vengeance du métis
- La Course au parasol
- Le Petit Chaperon rouge
- Le Roman d'une chanteuse
- L'Anglais au harem
- Chiens savants
- Une bonne sans gêne
- Monsieur Fallières et l'Exposition Coloniale
- Moeurs cambodgiennes
- Deux volailles
- À Séville
- Une partie de cartes interrompue
- Le Rêve de Toto
- Le gendarme a du flair
- La bonne aventure
- Exploitation du bois au Canada
- Circuit de Dieppe 1907
- À propos de bottes
- Pauvre cochon
- Les Verres enchantés
- Le Jongleur monomane
- L'Aventurière (1907)
- La Course aux échasse (1907)
- Idylle aux Indes (1907)
- Riding School (1907)
- Les Chauffeurs (1907)
- Rouget le braconnier
- La Poterie au Japon (1907)
- La Petite Japonaise
- La Loi du coeur
- Le Tailleur habile
- La Boîte à cigares
- Justine est furieuse
- Gare à la casse!
- Exploitation de la glace en Suède (1907)
- En Afrique occidentale, regia di Léo Lefebvre (1907)
- Un crime sous la neige (1907)
- Toto va dans le monde (1907)
- Satan s'amuse, regia di Segundo de Chomón (1907)
- Rêves de jeunes mariés (1907)
- Première sortie d'une cycliste (1907)
- Ma belle-mère est un ange (1907)
- L'Hôtel tranquille (1907)
- Le Terrible Tueur de lions (1907)
- Les Deux Orphelins (1907)
- Le Legs difficile (1907)
- Le Chien justicier (1907)
- La Lanterne magique (1907)
- Danses andalouses (1907)
- Cambriolage en auto (1907)
- Amoureux de la charbonnière (1907)
- Les Exploits d'un fou (1907)
- Une lettre pressée (1907)
- Sports en Suède (1907)
- Pêcheries de thon en Sicile (1907)
- Le Veilleur de nuit
- L'Élixir d'énergie (1907)
- Le Mari de la doctoresse (1907)
- The Baboon (1907)
- Le Tonneau inépuisable (1907)
- L'Étang enchanté, regia di Segundo de Chomón (1907)
- Les Forbans (1907)
- Le Petit Prestidigitateur, regia di Gaston Velle (1907)
- Le Boudoir mystérieux (1907)
- L'Armoire (1907)
- La Planche (1907)
- La Femme de l'aubergiste (1907)
- La Course des poivrots (1907)
- Erreur de pharmacien (1907)
- Duel de culs-de-jatte (1907)
- Cambrioleurs aéronautes (1907)
- Artiste tourneur sur bois (1907)
- Ali Baba et les quarante voleurs, regia di Segundo de Chomón (1907)
- Voyage économique (1907)
- Un maître à tout faire (1907)
- Travail d'Hercule (1907)
- Ta femme nous trompe (1907)
- Le Secret de l'horloger, regia di Gaston Velle (1907)
- Grandeur et décadence d'un chapeau (1907)
- Exploitation du bois en Norvège (1907)
- La Forge infernale, regia di Segundo de Chomón (1907)
- Promenade mouvementée (1907)
- Pauvres vieux (1907)
- Les Farces de Frise-Poulet (1907)
- Le Pêcheur de perles, regia di Ferdinand Zecca (1907)
- Les Éléphants de l'Inde (1907)
- Le Secret d'une mère (1907)
- Farces de matelots (1907)
- En avant la musique, regia di Segundo de Chomón (1907)
- Débuts d'un figurant (1907)
- Champion malgré lui (1907)
- Cambrioleurs ingénieux (1907)
- Un oncle par alliance (1907)
- The Daily Life of a French Sailor (1907)
- Sur le gazon (1907)
- Moeurs et coutumes en Australie (1907)
- Madame a des envies, regia di Alice Guy (1907)
- Les Débuts d'un canotier, regia di Henri Gambart (1907)
- La Maison morcelée, regia di Segundo de Chomón (1907)
- Les Kiriki, acrobates japonais, regia di Segundo de Chomón (1907)
- Voleurs pris au piège (1907)
- Un talent méconnu (1907)
- Un homme fort (1907)
- Treize à table (1907)
- Paris élégant, le Bois de Boulogne (1907)
- Les Reflets vivants, regia di Camille de Morlhon (1907)
- Les Glaces merveilleuses, regia di Segundo de Chomón e Ferdinand Zecca (1907)
- Les Exploits d'un caniche (1907)
- Le Pied de mouton, regia di Albert Capellani (1907)
- L'Enfant des mariniers (1907)
- Le Baiser de la sorcière, regia di Segundo de Chomón (1907)
- La Sorcière noire (1907)
- Barbe-Bleue (1907)
- On the Grass

### 1908
- Vues de Moscou
- Voyage original
- Voyage du roi de Norvège à Paris
- Voyage de M. Doumer au Brasil
- Voyage de Boireau
- Voleurs nouveau siècle
- Voleur par force
- Victime de sa probité, regia di Lucien Nonguet - cortometraggio (1908)
- La Belle au bois dormant, regia di Lucien Nonguet e Albert Capellani - cortometraggio (1908)
- L'Affaire Dreyfus, regia di Lucien Nonguet e Ferdinand Zecca
- L'histoire d'un crime, regia di Lucien Nonguet
- Les chiens ambulanciers, regia di Georges Hatot
- Le cheval emballé
- Le bébé, regia di Lucien Nonguet
- Le roman d'un malheureux, regia di Lucien Nonguet
- Le secret de l'acier, regia di Henri Andréani
- Un duel à la dynamite - cortometraggio (1908)
- Un coeur trop enflammable, regia di Georges Monca
- Un casque préhistorique
- Un bienfait n'est jamais perdu
- Un beau-père intransigeant
- Transfert des cendres de Zola au Panthéon
- Tragique Mardis-Gras
- Trop crédules, regia di Jean Durand (1908)
- Toto fume
- Tirez s'il vous plaît
- The Stepmother
- The Rag-Picker Caricaturist
- The Idler
- The Convict Guardian's Nightmare
- Ted and His Little Sister
- Tarquin le Superbe
- Sur le bord de l'abime
- Strasbourg
- Stilt Walking
- Sports d'hiver à Chamonix
- Sous le domino
- Sauvé par son chien
- Satan Finds Mischief
- Sang espagnol
- Sammy Celebrates
- Salomé
- Rubber Heads
- Rêve de Noël
- Retour inattendu
- Retour à l'honneur
- Rempailleur de chaises
- Rapides et chutes d'eau de Tannforsen et de Rista
- Procession Dansante D'Echternach
- Policier malgré lui
- Pierrette's Dream
- Petits métiers en Chine
- Petit jouet, gros rêve
- Persistent Suitor
- Pas possible de s'asseoir
- Oh! L'administration
- No More Bald Heads
- Mysterious Correspondent
- Mr. Pynhead Out for a Good Time
- M. Pommadin cherche une bonne fortune
- Métallurgie moderne: Fabrication d'un rail d'acier aux usines de Couillet
- Messina
- Magic Bricks
- Magic
- Mon pantalon est décousu
- Louis XIV, roi soleil
- Hotel elettrico, regia di Segundo de Chomón (1908)
- Sculpteur moderne, regia di Segundo de Chomón (1908)
- Boireau a mangé de l'aill, regia di Georges Monca (1908)
- M. Buvard à la mer
- Vengeance sicilienne
- The Ragtag's Ball
- Cuisine abracadabrante
- Chasse à l'hippopotame sur le Nil bleu

### 1909
- Art Industries in Kabylie

- L'Enfant guidait ses pas

- Tarakanowa et Catherine II

- Vue de Lodz et de son industrie

### 1910
- Zizi la bouquetière, regia di Georges Denola (1910)
- Voleur d'amour
- Vitellius, regia di Henri Pouctal (1910)
- Vite! Vite! Je suis en retard
- La dette, regia sconosciuta (1910)
- La fin de la royauté, regia di André Calmettes (1910)
- La Reine Margot, regia di Camille de Morlhon (1910)
- La vie d'un joueur, regia di Lucien Nonguet
- Le Marchand d'images, regia di Henri Andréani (1910)
- Les Débuts de Max au cinéma, regia di Louis J. Gasnier e Max Linder.
- Max champion de boxe, regia di Lucien Nonguet e Max Linder
- Max et la belle négresse, regia di Lucien Nonguet
- Max et l'edelweiss, regia di Lucien Nonguet
- Max et son rival, regia di Lucien Nonguet
- Max fait du ski, regia di Lucien Nonguet e Louis J. Gasnier
- Max hypnotisé, regia di Lucien Nonguet
- Max ne se mariera pas, regia di Lucien Nonguet
- Max manque un riche mariage, regia di Lucien Nonguet
- Max prend un bain, regia di Lucien Nonguet
- Max se trompe d'étage, regia di Lucien Nonguet
- Un vol mystérieux
- Un Tyrolien à Munich
- Un terrible secret
- Un roman passionnant
- Un rival pour rire
- Un misérable
- Un mari qui n'aime que les blondes
- Un mari dans un matelas
- Un legs embarrassant
- Un homme habile
- Une petite femme bien douce
- Une nuit de noces au village
- Une mine d'or fin en Australie
- Une mauvaise journée
- Une lettre compromettante
- Une idylle au XVIIIe siècle
- Une idée de milliardaire
- Une femme tenace
- Une farce de touneliers
- Une bonne pour monsieur, un domestique pour madame, regia di Lucien Nonguet
- Une bonne fortune
- Une bonne colle
- Une bombe qui éclate
- Une belle-mère envoyée au diable
- Une belle-mère collante
- Une aventure secrète de Marie-Antoinette
- Une amnésie
- Un drame en wagon
- Un domestique improvisé
- Un dîner perdu
- Un déjeuner bien gagné
- Un défenseur de la vertu
- Un coeur d'or
- Un chien qui aime trop son maître
- Un chien d'occasion
- Un chien au biberon
- Trahis
- Toto et sa soeur en bombe à Bruxelles (1910)
- Tom Pouce suit une femme (1910)
- Toddie est incorrigible (1910)
- Sur la pente
- Suis-je aimé?
- Souvenez-vous en
- Sous la terreur
- Soldat et marquise
- Soeurs de lait
- Sleeping Sickness
- Servis par eux-mêmes (1910)
- Sémiramis
- Ruth et Booz
- Ruse de femme
- Ronde de Noël
- Rivalité policière
- Rivalité fatale
- Risiz le maladroit
- Rigadin veut dormir tranquille, regia di Georges Monca (1910)
- Rigadin va dans le grand monde, regia di Georges Monca (1910)
- Rigadin se décide à travailler
- Rigadin prend le train de 5h55
- Rigadin nourrice sèche
- Rigadin n'est pas sage
- Rigadin et l'escalope de veau, regia di Georges Monca (1910)
- Rigadin et Miss Margaret
- Rigadin est fier d'être témoin
- Rigadin cherche un engagement
- Rigadin amoureux d'une étoile
- Rigadin a l'oeil fascinateur
- Rêve d'art
- Résurrection
- Ressemblance garantie
- Quitte pour la peur
- Quentin Durward
- Quand les parents sont sortis
- Quand il y en a pour deux
- Purotin veut travailler
- Promenade d'amour
- Prière d'en prendre
- Premier rendez-vous
- Pour surprendre Léontine
- Pour sauver sa fille
- Pour observer l'éclipse de lune
- Pour l'honneur d'un père
- Pour l'honneur
- Pour les beaux yeux de la voisine
- Pour échapper aux photographes
- Pour avoir de la veine
- Plus de progrès
- Pierrot aime les roses
- Pierre le Grand
- Petit Rouqin et Totor ou les deux copains
- Pepita
- Pas d'émotions
- Par un jour de carnaval
- Panorama et métiers aux îles Moluques

- Oedipe roi, regia di André Calmettes
- On ne badine pas avec l'amour, regia anonima
- On ne peut rien faire d'Adolphine
- Octave est courageux
- Grandeur d'âme, regia di Henri Andréani
- Faust, regia di Henri Andréani, David Barnett, Enrico Guazzoni (1910)
- David et Goliath, regia di Henri Andréani (1910)
- Across the Mountain Passes of New Zealand

### 1911
- Zigoto veut faire du dressage
- Vingt marches de trop
- Ventilateur breveté
- Vengeance de l'abandonné
- Un voisin irascible
- Express-Union, regia di Lucien Nonguet
- Gontran a le coup de foudre, regia di Lucien Nonguet
- Gontran à la recherche d'une profession, regia di Lucien Nonguet
- Gontran fiancé courageux, regia di Lucien Nonguet
- Le colonel Chabert, regia di André Calmettes e Henri Pouctal
- Le Noël du chemineau, regia di Camille de Morlhon
- Latude ou Trente-cinq ans de captivité, regia di Gérard Bourgeois e Georges Fagot
- La Servante (o La Bonne à tout faire, regia di Georges Denola
- La Doctoresse, regia di Georges Monca
- Le pardessus de l'oncle, regia di Lucien Nonguet
- L'Ombrelle, regia di Georges Monca
- Max et sa belle-mère, regia di Lucien Nonguet e Max Linder
- Max fiancé, regia di Lucien Nonguet
- Max se marie, regia di Lucien Nonguet e Max Linder
- Mendiant d'amour, regia di Camille de Morlhon
- Mushroom Culture
- Rigadin a l'âme sensible, regia di Georges Monca
- Rigadin n'aime pas le vendredi 13, regia di Georges Monca
- Rigadin pêche à la ligne, regia di Georges Monca

### 1912
- Zoé a le coeur trop tendre
- The Caprices of the King
- Les Chemins de la destinée
- Max célibataire, regia di Lucien Nonguet

### 1913
- Zoé femme torpille
- Zoé et le parapluie miraculeux
- Zoé blanchisseuse
- Zoé a la main malheureuse
- Vénus enlevée par Rigadin
- Un mariage imprévu
- Une des plus vieilles cités espagnoles, l'héroïque Saragosse
- Max fait de la photo, regia di Lucien Nonguet
- Max fait des conquêtes
- Corfu, an Isle of the Ionian Sea

### 1914
- When Strong Wills Clash
- Vie publique et miracles
- Un idiot qui se croit Max Linder, regia di Lucien Nonguet e Romeo Bosetti.
- Un tableau de maître
- Un neveu qui descend du ciel
- Un fiancé sous séquestre
- Une extraordinaire aventure de Boireau
- La Reine Margot, regia di Henri Desfontaines
- Dick est un chien savant
- A Temperamental Whiffles

### 1915
- Un prétendu qui tombe mal
- Un pauvre homme de génie
- Tragique aventurière
- The Secret of the Mountain
- The Price of Tyranny
- The Birth of Plants
- Somnambulisme et chloroforme

- The Heart That Knew (1915)

- Je me retire chez mon gendre
- Le Noël d'un vagabond
- Le hasard et l'amour

### 1916
- Un placement difficile

- Max et l'espion
- Trop gratter cuit
- Le Secret de Geneviève
- Rigadin professeur de danse
- Le Coffre-fort
- Une partie de pêche

### 1917
- Rigadin, sa femme et l'autre
- Pour rompre avec Héloïse
- Pour les beaux yeux de la danseuse
- Madame est de la revue
- Les Pralines en balade
- Les Alpes rouges
- Le Nouveau Pacha

- Belle Isle, Picturesque Britany
- La Bonne Hôtesse, regia di Georges Monca (1917)

### 1918
- Tragiques destinées

- Lucien cherche un enfant
- L'Énigme

### 1919
- Touchatout ami des bêtes
- Les Larmes du pardon
- Les deux paillassons, regia di Lucien Nonguet
- Les Exploits d'une mouche
- Les trois potards, regia di Lucien Nonguet
- Le Calvaire d'une reine
- La Mouche
- Cardebry se venge
- Lucien cambriolé, cambrioleur
- L'Ibis bleu
- Ramuntcho, regia di Jacques de Baroncelli (1919)
- Les Oiseaux chanteurs de l'Afrique occidentale française
- Le Coeur de Rigadin
- Quarante H.P.
- Rigadin et le code de l'honneur
- Madame et son filleul
- L'oeil de Saint Yves
- La Première Aventure de Lucien
- Les Deux Jarretières
- Per la patria
- Touchatout peintre de talent
- Lucien joue à la poupée
- Rigadin dans les Alpes
- Making Pottery in Africa
- A Visit to St. Michel, France
- Le passé renaît
- De tout un peu
- Lucien a le coup de foudre
- Le Champion de Lucien
- Perdue
- Le destin est maître
- Le Petit Café

### 1920
- L'Hirondelle et la Mésange
- Une institution modèle, regia di Lucien Nonguet
- Bécassotte au jardin zoologique
- Ducosto et Gringalet
- La Double Existence du docteur Morart
- Belle humeur l'ingénieux troubadour
- Une nuit de noces
- Bécassotte à la mer
- Le Rêve de l'aviateur Courandair
- Le Secret d'Argeville
- Les Amours d'un escargot
- Chouquette et son as
- L'Ingénieur Courandair dans la lune
- Une nuit agitée, regia di Alfred Machin e Henry Wulschleger (1920)
- La Terre commande
- Microbus, Bigfellow et la crise des domestiques
- La Force de la vie
- Prince embêté par Rigadin
- On attend Polochon
- Si jamais je te pince
- J'ai perdu mon enfant!
- Le Voyage de Vent-Debout
- Les Femmes collantes
- Face à l'océan
- Les Animaux domestiques ou Une aventure zoologicomique
- Le piège de l'amour, regia di Alexandre Ryder
- Serpentin a dressé Bouboule
- Coeur de grenouille
- La Boucle énigmatique

### 1921
- Vent-Debout s'entraîne
- Mademoiselle de La Seiglière
- Vent-Debout chasseur
- Les Trois Masques
- Le Meurtrier de Théodore
- Quatre-vingt-treize
- L'Affaire du train 24
- Fromont jeune et Risler aîné
- La Terre
- Les Trois Mousquetaires
- Chalumeau serrurier par amour

### 1922
- La dernière invention de l'ingénieur Courandair à travers l'impossible
- La Ferme du choquart
- L'Agonie des aigles
- L'Aiglonne
- L'Empereur des pauvres
- Des fleurs sur la mer
- L'Arlésienne, regia di André Antoine (1922)
- L'Absolution
- Chalumeau poète et garçon d'hôtel
- Chalumeau cherche un emploi
- Être ou ne pas être
- Nuit de carnaval
- Les Deux Pigeons, regia di André Hugon (1922)

### 1923
- La Montagne infidèle
- Compère Guilleri
- L'Auberge rouge

### 1924
- La Belle Nivernaise
- Le loup-garou